# Paul Shahan
Paul Willard Shahan (Grafton (West Virginia), 2 januari 1923 – Murray (Kentucky), 2 februari 1997) was een Amerikaans componist en muziekpedagoog.

## Levensloop
Shahan studeerde onder andere aan de befaamde Eastman School of Music in Rochester (New York). Als muziekpedagoog werkte hij aan openbare scholen rondom Grafton (West Virginia). Verder werkte hij voor de omroep-station WSM in Nashville (Tennessee). Later werd hij professor voor muziektheorie en koperblaasinstrumenten aan het Murray State College (later Murray State University geheten) in Murray (Kentucky). 
Als componist schreef hij voor verschillende genres.

## Composities

### Werken voor harmonieorkest
- 1952 Spectrums, voor koperensemble (4 trompetten, 4 hoorns, 4 trombones, eufonium, tuba) en slagwerk
- 1953 Concerto, voor contrabas en harmonieorkest
- 1957 Spring festival, suite voor harmonieorkest
- 1959 Holiday in Spain
- 1968 Mosaics in Motion
- Leipzig Towers, voor koperensemble

### Opera
- 1962 The Stubblefield Story, opera gebaseerd op het tragische leven van Nathan Beverly Stubblefield and his wireless telephone - libretto: Lilian Lowry

## Publicaties
- Roger Smith: Spectrums for Fourteen-Part Brass Choir with Percussion by Paul Shahan, in: Notes, Second Series, Vol. 13, No. 4 (Sep., 1956), pp. 704-705
- Troy Stubblefield-Cory, Josie Cory, L.J. Dr. Hortin: SMART-DAAF BOYS Rediscovering Radio & Television & Nathan B. Stubblefield, Television International Publishers, 1993, 500 p., ISBN 1883644046

- Gemeinsame Normdatei: 1212400542
- International Standard Name Identifier: 0000 0000 3905 9932
- Library of Congress Control Number: no93032414
- Nationale Bibliotheek van Israël: 987007405966505171
- Virtual International Authority File: 61117742
- WorldCat: E39PBJth479RxCgbtCMcxFgR8C